# Calma glaucoides
Calma glaucoides är en snäckart. Calma glaucoides ingår i släktet Calma och familjen Calmidae. Inga underarter finns listade i Catalogue of Life.